# Décimo Cerco de Gibraltar
O Décimo Cerco de Gibraltar em 1506 foi uma pequena ação militar na qual o duque de Medina Sidônia, João Afonso Peres tentou, mas não conseguiu recuperar a fortaleza de Gibraltar das tropas que a mantinham em nome das coroas recém-unidas de Castela e Aragão.

## Antecedentes
Em 3 de junho de 1469, o rei Henrique IV de Castela fez uma doação de Gibraltar a Henrique de Gusmão, em troca do esforço e das despesas que sua família havia feito para capturar esta fortaleza dos mouros e, em seguida, providenciar colonos e uma guarnição. Em 30 de setembro de 1478, os sucessores de Henrique IV, Fernando e Isabel, concederam ao duque o título de marquês de Gibraltar. No entanto, em 22 de dezembro de 1501, um decreto real foi emitido ordenando que Garcilaso da Vega assumisse Gibraltar para o rei. Viajou para a Rocha, onde formalmente tomou posse das autoridades locais no início de janeiro de 1502. Fernando e Isabel atenderam ao pedido do povo de Gibraltar por um brasão, que foi desenhado como um castelo com um pingente de chave de ouro, a chave que representa o papel do castelo na defesa da Espanha.
Após a morte de Isabel em 1504, o reino tornou-se instável. Isabel foi sucedida no trono de Castela por sua filha Joana, mentalmente instável, cujo marido era Filipe, arquiduque da Áustria. Fernando foi nomeado regente de Castela até que o filho de Joana e Filipe, Carlos, que mais tarde seria imperador, atingisse a maioridade. Filipe disputou a regência, mas morreu em Burgos em 1506. Um conselho de nobres castelhanos assumiu o controle, já que Joana não o faria, e eventualmente Fernando retornou a Castela e assumiu a regência em 1507. João Afonso Peres de Gusmão decidiu reafirmar à força sua reivindicação de Gibraltar durante o vácuo de poder de 1506.

## Cerco
O duque de Medina Sidônia, que estava em Sevilha, enviou instruções a seu filho Henrique para fazer o que fosse necessário para recuperar a fortaleza. O duque considerou que Gibraltar pertencia por direito à sua família e esperava que os seus amigos na fortaleza arranjassem uma rendição. Isso não aconteceu. A notícia da ação planejada chegou rapidamente ao povo de Gibraltar, e todos foram alistados em uma força para defender o sítio. Foi solicitada ajuda ao capitão-general de Granada, Inhigo Lopes de Mendonça, Conde de Tendilha. É significativo na recente mudança na estrutura de poder que o pedido foi para um oficial do rei, em vez de um nobre rival.
O "cerco" durou quatro meses, com as forças de Medina tentando bloquear a fortaleza em vez de atacá-la. Houve pouca luta e nenhuma perda de vidas além de doenças. Sem esperança de sucesso, o duque cedeu ao conselho do arcebispo de Sevilha. Se retirou, pagando uma indenização às pessoas na área que haviam sofrido danos por suas forças. Dos muitos cercos de Gibraltar, este foi o único que terminou sem derramamento de sangue.

## Rescaldo
João de Gusmão obstinadamente manteve seu direito a Gibraltar, afirmando que o rei Filipe I o havia devolvido a ele. Em junho de 1507, retornou ao seu reduto de Sevilha, de onde havia deixado para evitar um surto de peste, determinado a lançar outro cerco. Antes que pudesse agir, em 10 de julho de 1507 morreu aos quarenta anos. Fernando morreu em 1516 e foi sucedido por seu neto, filho de Joana, Carlos. Em 1519, Carlos tornou-se o sacro imperador romano-germânico. Compreendendo a importância estratégica de Gibraltar, nomeou Rodrigo Bazan comandante civil e militar do Rochedo em 1520. Sob o longo e pacífico governo de Bazan, que durou até 1535, os distúrbios civis terminaram. Os edifícios foram reparados e novas construções foram realizadas. No entanto, as defesas foram negligenciadas, principalmente as do sul. A próxima ameaça a Gibraltar veio desta direção, com um ataque devastador em 1540 por um dos capitães do corsário turco Barba-Ruiva.